# 西カザフスタン州
西カザフスタン州（にしカザフスタンしゅう、カザフ語: Батыс Қазақстан облысы、ロシア語: Западно-Казахстанская область）は、中央アジアのカザフスタンの州の1つ。州都はオラル。東はアクトベ州に接し、南はアティラウ州に接する。北と西はロシア連邦に接する。